# Peritalaurinus
Peritalaurinus är ett släkte av skalbaggar. Peritalaurinus ingår i familjen vivlar.
Kladogram enligt Catalogue of Life:
| Peritalaurinus | \| \| Peritalaurinus macrocephalus \| \| \| \| |
|                | \| \| Peritalaurinus macrocephalus \| \| \| \| |
|                | Peritalaurinus macrocephalus                   |
|                |                                                |